# Le Cristal des Atlantes
 (octobre 2023).
Si vous disposez d'ouvrages ou d'articles de référence ou si vous connaissez des sites web de qualité traitant du thème abordé ici, merci de compléter l'article en donnant les références utiles à sa vérifiabilité et en les liant à la section « Notes et références ».
Le Cristal des Atlantes est la vingt-huitième histoire de la série Le Scrameustache de Gos. Elle a été publiée pour la première fois du no 2874 au no 2883 du journal Spirou, puis en album en 1993.

## Univers
L’oncle Georges cherche à comprendre les pouvoirs de la crosse des Atlantes afin de sauver le monde.